# 野並村

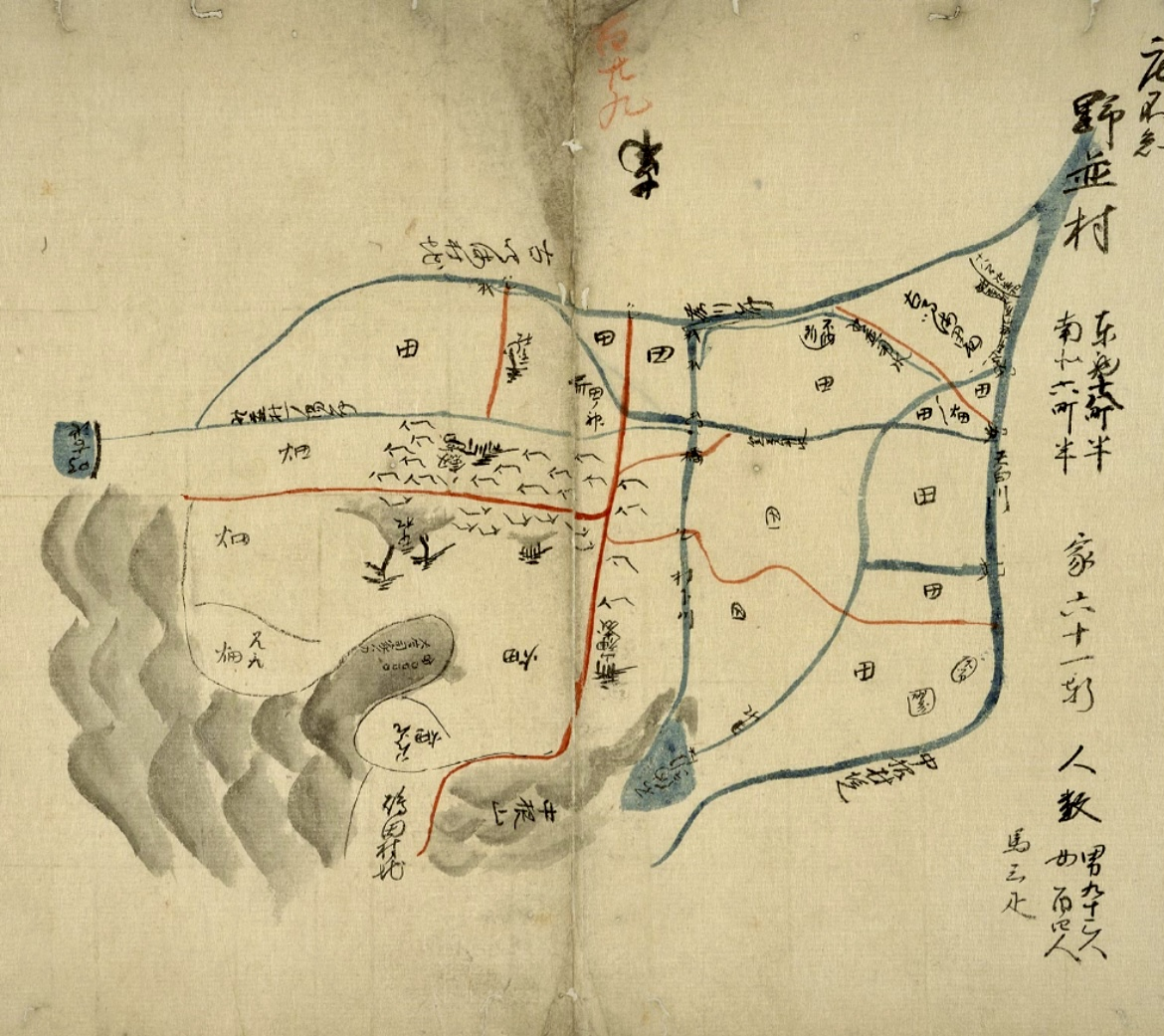
野並村絵図

野並村（のなみむら）は、かつて愛知県愛知郡にあった村。
現在の愛知県名古屋市天白区の一部（天白町野並・野並・笹原町の一部など）に該当。

## 地名の由来
『尾張国地名考』（津田正生著）に「鳴海野に並ぶゆへに野並といふなり」とある。鳴海野とは鳴海潟（年魚市潟の一部）の野原という意味であるとされている。松巨島方面から見た時に、干潟の向こうに野原や草原が見えていたと思われる。

## 歴史
- 1601年（慶長6年）2月4日 - 『尾張国領主松平忠吉家老の小笠原吉次が、大宮司千秋李信通して、大宮司家領野並村一郷の指出提出を庄屋に命ず』と小笠原吉次書状に野並村の名称が窺える（千秋家文書／熱田神宮文書）。
- 1601年（慶長6年）2月7日 - 『徳川家康が大宮司千秋李信に大宮司領を安堵し、三河国高橋群舞木村と尾張国海東群下田村・丹羽郡赤目村三ケ村の賛地として、尾張国愛智郡野並郷一円を山ともに給料す』と伊奈忠次書状写に野並の名称が窺える（伊奈忠次書状写／熱田神宮文書）[2]。絵図によると、江戸時代後期の寛政の頃、家61軒・男92人・女104人、馬3頭とあり、200人ほどの集落だった[3]（2019年（令和元年）7時点では約6000人）。
- 1872年（明治5年）4月2日 - 尾張藩後の名古屋県を愛知県と改称とともに、野並村が第二大区第十小区に属する。
- 1889年（明治22年）10月1日 - 島田村、野並村が合併し、島野村が発足し野並村は廃止。
- 1974年（昭和49年）11月15日 - 昭和区天白町大字野並の一部により野並一丁目から同四丁目が設置。
- 1975年（昭和50年）2月1日 - 天白区成立に伴い、同区に所属。
- 1978年（昭和53年）9月23日 - 天白町大字野並および緑区鳴海町の各一部が野並三丁目に編入。